# 베스타데일드 카를라
베스타데일드 카를라(아이슬란드어: Besta deild karla 남자 최상위 디비전)는 아이슬란드의 축구 리그이다. 아이슬란드 리그는 겨울의 추운 날씨 때문에, 봄부터 초가을까지 리그가 진행된다. 현재 리그엔 12개팀이 참가하고 있으며, UEFA 리그 순위는 16위이다.
리그는 12팀으로 구성되어 있는데 각 팀당 두번씩 22라운드의 경기를 한다. 정규 시즌 기록에 따라 상위 6개팀이 챔피언 라운드에 진출해서 1위팀은 다음 시즌 UEFA 챔피언스리그 1차 예선, 2위와 3위팀이 UEFA 유로파컨퍼런스리그 1차 예선에 진출한다. 반면에 하위 6개팀은 강등 라운드에 진출해서 최하위 두 팀이 강등된다.
1912년부터 진행된 리그는 2022시즌까지 총 111번의 리그가 진행되어 왔는데 우승 팀은 단 11팀에 불과하다. KR 레이캬비크가 27회 우승으로 최다이며, 그 뒤를 발루르 (23회), 프람 레이캬비크 (18회), IA 아크라네스 (18회)가 그 뒤를 잇고 있다.

## 참가팀
| 구단           | 연고지                           | 2022 시즌 순위 | 첫 참가연도 | 참가 시즌수 | 최근 승격연도 | 우승 횟수 | 첫 우승연도 | 최근 우승연도 |
| -------------- | -------------------------------- | -------------- | ----------- | ----------- | ------------- | --------- | ----------- | ------------- |
| 브레이다블리크 | 코파보귀르                       | 1위            | 1971        | 38          | 2006          | 2         | 2010        | 2022          |
| FH             | 하프나르피외르뒤르               | 10위           | 1975        | 39          | 2001          | 8         | 2004        | 2016          |
| 프람           | 레이캬비크 (그라바르홀트)        | 9위            | 1912        | 100         | 2022          | 18        | 1913        | 1990          |
| 필키르         | 레이캬비크 (아우르바이르)        | 1위, 1. 데일드 | 1989        | 25          | 2023          | 0         | -           | -             |
| HK             | 코파보귀르                       | 2위, 1. 데일드 | 2007        | 6           | 2023          | 0         | -           | -             |
| ÍBV            | 베스트만나에이야르               | 8위            | 1912        | 53          | 2022          | 3         | 1979        | 1998          |
| KA             | 아퀴레이리                       | 2위            | 1978        | 21          | 2017          | 1         | 1989        | 1989          |
| 케플라비크     | 레이캬네스바이르 (케플라비크)    | 7위            | 1958        | 55          | 2021          | 4         | 1964        | 1973          |
| KR             | 레이캬비크 (베스튀르바이르)      | 4위            | 1912        | 109         | 1979          | 27        | 1912        | 2019          |
| 스탸르난       | 가르다바이르                     | 5위            | 1990        | 21          | 2009          | 1         | 2014        | 2014          |
| 발루르         | 레이캬비크 (흘리다르/미드보르그) | 6위            | 1915        | 103         | 2005          | 23        | 1930        | 2020          |
| 비킹귀르       | 레이캬비크 (포스보귀르)          | 3위            | 1918        | 72          | 2014          | 6         | 1920        | 2021          |

출처: 

## 역대 우승 클럽
| - 1912 KR 레이캬비크 - 1913 프람 - 1914 프람 - 1915 프람 - 1916 프람 - 1917 프람 - 1918 프람 - 1919 KR 레이캬비크 - 1920 비킹귀르 레이캬비크 - 1921 프람 - 1922 프람 - 1923 프람 - 1924 비킹귀르 레이캬비크 - 1925 프람 - 1926 KR 레이캬비크 - 1927 KR 레이캬비크 - 1928 KR 레이캬비크 - 1929 KR 레이캬비크 - 1930 발루르 - 1931 KR 레이캬비크 - 1932 KR 레이캬비크 - 1933 발루르 - 1934 KR 레이캬비크 - 1935 발루르 - 1936 발루르 - 1937 발루르 - 1938 발루르 - 1939 프람 - 1940 발루르 - 1941 KR 레이캬비크 - 1942 발루르 - 1943 발루르 - 1944 발루르 | - 1945 발루르 - 1946 프람 - 1947 프람 - 1948 KR 레이캬비크 - 1949 KR 레이캬비크 - 1950 KR 레이캬비크 - 1951 IA 아크라네스 - 1952 KR 레이캬비크 - 1953 IA 아크라네스 - 1954 IA 아크라네스 - 1955 KR 레이캬비크 - 1956 발루르 - 1957 IA 아크라네스 - 1958 IA 아크라네스 - 1959 KR 레이캬비크 - 1960 IA 아크라네스 - 1961 KR 레이캬비크 - 1962 프람 - 1963 KR 레이캬비크 - 1964 케플라비크 IF - 1965 KR 레이캬비크 - 1966 발루르 - 1967 발루르 - 1968 KR 레이캬비크 - 1969 케플라비크 IF - 1970 IA 아크라네스 - 1971 케플라비크 IF - 1972 프람 - 1973 케플라비크 IF - 1974 IA 아크라네스 - 1975 IA 아크라네스 - 1976 발루르 - 1977 IA 아크라네스 | - 1978 발루르 - 1979 IB 베스트만나에이야르 - 1980 발루르 - 1981 비킹귀르 레이캬비크 - 1982 비킹귀르 레이캬비크 - 1983 IA 아크라네스 - 1984 IA 아크라네스 - 1985 발루르 - 1986 프람 - 1987 발루르 - 1988 프람 - 1989 KA 아퀴레이리 - 1990 프람 - 1991 비킹귀르 레이캬비크 - 1992 IA 아크라네스 - 1993 IA 아크라네스 - 1994 IA 아크라네스 - 1995 IA 아크라네스 - 1996 IA 아크라네스 - 1997 IB 베스트만나에이야르 - 1998 IB 베스트만나에이야르 - 1999 KR 레이캬비크 - 2000 KR 레이캬비크 - 2001 IA 아크라네스 - 2002 KR 레이캬비크 - 2003 KR 레이캬비크 - 2004 FH 하프나르표르두르 - 2005 FH 하프나르표르두르 - 2006 FH 하프나르표르두르 - 2007 발루르 - 2008 FH 하프나르표르두르 - 2009 FH 하프나르표르두르 - 2010 브레이다블리크 UBK - 2011 KR 레이캬비크 - 2012 FH 하프나르표르두르 |

## 같이 보기
- 베스타데일드 크벤나

1. ↑  Íslandsmót - Pepsi-deild karla - 2021